# Salvio (martire)
Salvio (fl. III secolo) fu un laico romano della provincia d'Africa, morto martire nel III secolo, venerato come santo dalla Chiesa cattolica.

## Agiografia e culto
Per questo santo martire africano, di cui non si conosce nulla, sant'Agostino scrisse due discorsi, riportati nell'elenco delle sue opere redatto dal suo primo biografo, san Possidio. Questi due discorsi tuttavia non sono stati conservati.
San Salvio è menzionato all'11 gennaio nel martirologio geronimiano e nell'antico Kalendarium carthaginense. Non sono noti con precisione né il luogo né la data del suo martirio, generalmente indicata nel III secolo: Salvio avrebbe subito il martirio per decapitazione.
Nel Martirologio Romano, san Salvio è celebrato l'11 gennaio e ricordato con queste parole:
(Martirologio Romano. Riformato a norma dei decreti del Concilio ecumenico Vaticano II e promulgato da papa Giovanni Paolo II, Città del Vaticano, 2004, p. 124)